# Рани муслимани
Од 613. до 619, исламски пророк Мухамед је у свом родном граду Меки окупио мали број оних који су прихватили његову поруку ислама и тако постали муслимани. Прва особа која је исповиједала ислам била је његова супруга, Хатиџе бинт Хувејлид. Идентитет друго муслимана, послије самог Мухамеда, оспорен је углавном по секташким линија, пошто га шиити и неки сунитски извори идентификују као првог шиитског имама Алију ибн Абија Талиба, у то вријеме дијете, који је одрастао ду домаћинство свог стрица, Мухамеда. Други извори наводе да је први преобраћеник био Ебу Бекр, који је касније наслиједио Мухамеда као први сунитски калиф, или Мухамедов усвојени син, Зејд ибн Хариса. Иако је тешко утврдити хронолошки редослијед раних преобраћања, идентитет раних муслимана је познат са извјесном сигурношћу.

## Прва муслиманка
Мухамед је можда примио своја прва откровења око 610, која је у почетку дијелио само са својом женом, Хатиџом бинт Хувејлид. Временом, у свом родном граду Меки, Мухамед је окупио мали број оних који су прихватили његову поруку ислама (дословно се може превести као „преданост” Богу) и постали муслимани. То је све више изазивало бијес меканске елите, која је прогонила прве преобраћенике, посебно робове и друштвене изопштенике. Док је Хатиџе универзално призната као прва жена која је прешла на ислам, идентитет другог муслимана, послије Мухамеда, је споран.

## Други муслиман
Текући спор се тиче идентитета другог муслимана, односног првог мушкарца који је прихватио Мухамедово учење. Шиити и неки сунитски извори га идентификују као Мухамедовог рођака, Алију ибн Аби Талиба, који је у то вријеме имао између 9 и 11 година. На примјер, сунитски историчар Ибн Хишам (ум. 833) у својој рецензији дјела Ел Сирах ел набавијах, биографском дјелу шиитског историчара Ибн Исхака (ум. 767), говори о томе. Слични извјештаји се јављају у дјелима сунитских аутора Ибн Сада (ум. 845) и Ел Сујутија (ум. 1505). Алија је у Ел Касији, проповједи која му се приписује у Нахџ ел Балаги, за себе тврдио да је други муслиман. Међу савременим ауторима, ово мишљење дијеле Хасан Абас, Џон Еспозито, Клеман Иарт, Бети Келен, Џон Макхјуго, Муџан Момен, Сејид Хусеин Наср и Асма Афсарудин и Реза Шах-Каземи, док В. Монтгомери Вот сматра да је списак раних муслимана у дјелу Ел Сирах ел набавијах „приближно тачна”.
Други сунитски извори наводе да је први мушкарац који се преобратио у ислам био први сунитски калифа Ебу Бекр или Мухамедов усвојени син Зејд ибн Хариса. Конкретно, сунитски историчар Ел Табари (ум. 923) наводи контрадикторне сунитске традиције о Алији, Ебу Бекру и Зејду, остављајући тако одлуку читаоцу. Према арабисти Роберту Гливу, најранији сачувани запис ставља Алију испред Ебу Бекра. Ипак, сунитско-шиитска неслагања око овог питања имају очигледну полемичку димензију, а Ебу Бекров статус након Мухамедове смрти могао би се одразити у раним исламским записима.
Сунитски извори често описују Алију као прво дијете које је прихватило ислам,  а значај његове припадности исламу доведено је у питању Ват, као и од стране сунитског историчара Ел Џахиза (ум. 869). Алтернативно, шиитски правник Ибн Шахрашуб (ум. 1192) супротставља да је Алија схватио Мухамедову поруком упркос својој младости, што сматра Алијином заслугом, према Курану, додајући да су Исус и Јован Крститељ на сличан начин даровани божанском мудрошћу у дјетињству. У шиитским изворима, не само да је Алија био први преобраћеник, већ никада није практиковао идолопоклонство, будући да га је Мухамед васпитао од малих ногу. Због тога се у шиизму поставља прије Ебу Бекра, који је био средњих година у вријеме преобраћења.

## Остали рани муслимани
Пошто је друштвени статус у исламу зависио од исламског првенства, историјски извјештаји о редослиједу којим су се сљедбеници придруживали Мухамеду често нису поуздани. Ипак, може се са разумном сигурношћу саставити приближан списак раних муслимама, а један такав списак даје Ибн Исхак. Ват претпоставља да су многи од њих су били младићи и припадници средње класе, од којих неки нису уживали никакву заштиту клана и због тога су били подложни узнемиравању меканских пагана.
Међу Мухамедовим кланом Бану Хашимом, два рана муслимана били су Џафар ибн Аби Талиб и Хамза ибн Абд ел Муталиб. Убида ибн ел Харит, неколико година старији од Мухамеда, био је још један његов рођак који је међу првим примио ислам. Поред Ебу Бекра, млади Талха ибн Убаид Алах био је још један рани преобраћеник из меканског клана Бану Таим. Међу другим меканским кланом Бану Захром, рани муслимани су били Абд ел Рахман ибн Авф, Сад ибн Аби Вакас, Абд Алах ибн Масуд, Ел Муталиб ибн Азар и Кабаб ибн ел Арат, који је био сиромашни савезник са слабом заштитом и вјероватно је претрпио прогон у Меки. Микдад ибн Асвад и Масуд ибн Рабија, били су рани муслимани и друга два савезника клана Захра. Рани преобраћеници међу меканским кланом Бану Ади били су Саид ибн Заједа, Нуајм ибн Абд Алаха и Умар ибн ел Катаб, који је касније насљедио Ебу Бекра у калифату. Абу Убајда ибн ел Џарах и Сухајл ибн Бајда били су рани муслимани из Бану ел Харита, другог меканског клана. Рани муслимани из меканског клана Бану Амир били су Ибн Ум Мактут, Сухајл ибн Амр и његова браћа. Зубаир ибн ел Авам је можда једини именовани рани преобраћеник из Бану Асада, другог меканског клана. Међу утицајним кланом Абд Шамс у Меки, Осман ибн Афан, Абу Худајфа ибн Утба, Халид ибн Саид и и продица савезника Јахше, рано су исповиједали ислам. Из Бану Махзума, очигледно политички доминантаног клана у Меки, рани муслимани били су Абу Саламу, Ел Аркам, Шамс ибн Утман и савезник Амар ибн Јасир. Кунајс ибн Худафа је једини именовани рани преобраћеник из Бану Сахма, другог меканског клана. Међу Бану Џумом, Утман ибн Мазун и неки од његових блиских рођака наведени су међу раним преобраћеницима.